# 松本和彦 (経営コンサルタント)
松本和彦（まつもと　かずひこ、1962年2月13日-）は日本の経営コンサルタント、株式会社プリムス代表取締役。

## 来歴
- 1962年 広島県尾道市出身、関西学院大学法学部法律学科卒業後、父の経営する松本司法書士事務所に勤務する。
- 1994年 広島県福山市でイタリアンレストラン「タヴェルナヴェルデ」を開業、オーナーシェフになる。10坪13席の店をディナーだけで3回転する繁盛店にする。
- 1998年 株式会社OGMコンサルティングに入社飲食店コンサルタントとして主に店舗開業、メニュー関連の業務に従事。
- 2003年 独立、
- 2005年 有限会社プリムスを設立、
- 2010年 株式会社BMPプリムスに組織変更。
- 2014年 株式会社プリムスに社名変更。

## 人物
現在はマーケティングコンサルタントの傍ら服部栄養専門学校、東京モード学園、産業能率大学、国際フード製菓専門学校、東京すしアカデミー、山野美容芸術短期大学等の非常勤講師、一般財団法人ブランドマネージャー認定協会トレーナー、フードアナリスト協会学術委員を務める。
「遊びながら幸せに儲ける」をメッセージに、主にフェイスブックマーケティング、ハートトゥハートマーケティングを提唱。
東大白熱講義や服部栄養専門学校、山野美容芸術短期大学、産業能率大学等7校での講師実績や地方公共団体でのコンサルティング活動が海外で評価される。
- 2010年から大田区いちおしグルメ　審査委員長を務める。
- 2013年から東京大学医学部生に向けてマーケティングを講義、医療分野でのマーケティング思考の浸透を目指す[1]
- 2014年マーケティング、フェイスブックマーケティングにおける講義はひと月に5回を超えている。
  - 同年、メニュー開発、日本一のローストビーフでレストランをブランディング。
- 2015年「日本のトップビジネスコンサルタント」とのプレスリリースを出し[2]、ロイターなどで世界で配信され、日本でのプレスリリース[3]は産経ニュース、BIGLOBEニュースに掲載される。

## 著書
- 『飲食店「メニューと集客」の黄金ルール : あなたのお店を繁盛店に変える!』(日本実業出版社、2007年) ISBN 978-4-534-04232-3
- 『ドンと来い!大恐慌』(藤井厳喜との共著、ジョルダンブックス、2009年) ISBN 978-4-915933-11-0
- 『"夢を斬れ! 希望は捨てろ! だから"目標"は実現できる! 』(ハート出版、2016年) ISBN 978-4802400244
- 『"五感を使った"売れる商品づくりのアイデア発想法』(セルバ出版、2017年) ISBN 978-4863673403